# Robert Sterling
Robert Sterling (* 13. November 1917 in New Castle, Pennsylvania als William Sterling Hart; † 30. Mai 2006 in Brentwood, Kalifornien) war ein US-amerikanischer Schauspieler und Unternehmer.

## Leben
Der Sohn eines Baseballspielers besuchte zunächst die Universität von Pittsburgh und verdiente sein Geld dafür als Verkäufer. Aufgrund seines guten Aussehens wurde er schließlich 1939 für den Film entdeckt. Um Verwechslungen mit dem Western-Star William S. Hart zu vermeiden, änderte er seinen Namen von William Sterling Hart in Robert Sterling.
Seinen ersten Filmauftritt hatte er in der Comic-Verfilmung Blondie Meets the Boss mit Penny Singleton in der Hauptrolle. Es folgten mittlere und kleinere Filmrollen, u. a. neben Cary Grant im Fliegerdrama S.O.S. Feuer an Bord und in der Buster-Keaton-Komödie Nothing but Pleasure, sowie Hauptrollen in B-Movies. Zu seinen bekanntesten Produktionen gehört die Komödie Die Frau mit den zwei Gesichtern (mit Greta Garbo in der Titelrolle), die Komödie Staatsaffären (mit Bob Hope und Lilo Pulver), der Krimi Der Tote lebt mit Robert Taylor und Lana Turner, der Science-Fiction-Film Unternehmen Feuergürtel sowie George Sidneys Kinofassung des Hammerstein/Ferber-Musicals Show Boat.
Einem breiten Publikum wurde Sterling jedoch erst durch seine Fernseharbeit bekannt. 1953 übernahmen er und seine zweite Ehefrau, Anne Jeffreys, die Hauptrollen in der Comedy-Serie Topper, nach dem gleichnamigen Roman von Thorne Smith. Sterling und Jeffreys verkörperten darin das frisch verstorbene Ehepaar „George & Marion Kerby“, das nur von dem spießbürgerlichen Bankier „Cosmo Topper“ wahrgenommen werden kann und die abstrusesten Versuche unternimmt, Topper zu einem extrovertierten Lebemann zu erziehen. In einer ersten Verfilmung des Stoffs, dem gleichnamigen Kinofilm von Norman Z. McLeod (1937) hatten Cary Grant und Constance Bennett das Geisterpaar gespielt.
Nach ein paar beruflichen Misserfolgen (z. B. mit den kurzlebigen Fernsehserien Love that Jill und Ichabod & Me) zog sich Sterling weitgehend aus dem Filmgeschäft zurück und übernahm nur noch sporadisch Gastauftritte in Fernsehserien wie Hotel, Simon & Simon und Mord ist ihr Hobby. Stattdessen übernahm er als erfolgreicher Geschäftsmann die Leitung einer Computerfirma.
Robert Sterling war zweimal verheiratet. Aus der von 1943 bis 1949 dauernden Ehe mit der Schauspielerin Ann Sothern ging die Tochter Tisha Sterling hervor, die ebenfalls als Schauspielerin aktiv ist. 1951 heirateten Sterling und Anne Jeffreys, mit der er drei Kinder hatte. Sterling, der für seine Verdienste um das Fernsehen mit einem Stern auf dem Hollywood Walk of Fame geehrt wurde, starb am 30. Mai 2006 im Alter von 88 Jahren in seiner kalifornischen Wahlheimat.

## Filmografie (Auswahl)
- 1939: Blondie Meets the Boss
- 1939: S.O.S. Feuer an Bord (Only Angels Have Wings)
- 1939: Blondie Brings Up Baby
- 1940: Nothing but Pleasure
- 1941: Allein unter Gangstern (The Get-Away)
- 1941: Die Frau mit den zwei Gesichtern (Two-Faced Woman)
- 1941: Der Tote lebt (Johnny Eager)
- 1942: Dr. Kildare’s Victory
- 1942: Somewhere I’ll Find You
- 1946: Geheimnis des Herzens (The Secret Heart)
- 1949: Der Kampf um den Sonora-Pass (Roughshod)
- 1950: Zweikampf bei Sonnenuntergang (The Sundowners)
- 1951: Mississippi-Melodie (Show Boat)
- 1953: Kolonne Süd (Column South)
- 1953–1956: Topper (TV-Serie)
- 1958: Love that Jill
- 1961: Rückkehr nach Peyton Place (Return to Peyton Place)
- 1961: Unternehmen Feuergürtel (Voyage to the Bottom of the Sea)
- 1962: Ichabod and Me
- 1963: Staatsaffären (A Global Affair)